# Ambroň západní

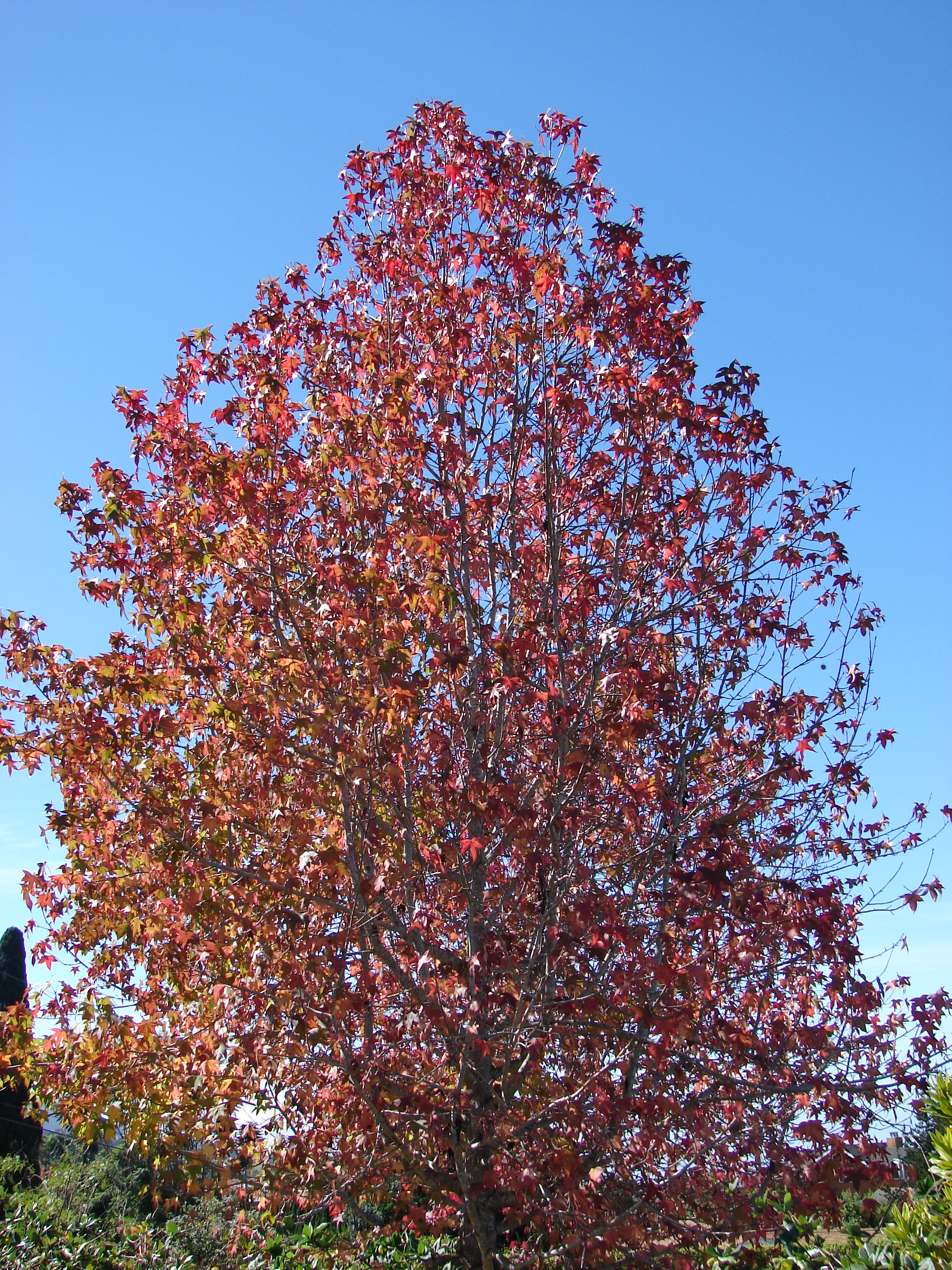
Ambroň západní vybarvená v podzimních barvách

Ambroň západní (Liquidambar styraciflua) je opadavý listnatý strom původem ze subtropického a tropického podnebného pásma. Je jediný z pěti druhů rodu ambroň, který je schopný přežít ve středoevropském podnebí.

## Rozšíření
Pochází ze Severní Ameriky (jižní oblasti Spojených států amerických a Mexika) a Střední Ameriky (Guatemala, Belize, Salvador, Nikaragua, Honduras). Roste v rozmezí od mořské hladiny do nadmořské výšky 800 m. Do Evropy byl jako ozdobná dřevina dovezen roku 1861 a vysázen v zámecké zahradě ve Fulhamu v Londýně.
Ambroň západní je jako okrasná, nenáročná, meliorační a protierozní rostlina vysazována v různých částech světa, často i v Africe, Austrálii i na Novém Zélandu. V České republice, kde je občas pěstována pro své na podzim výrazně zbarvené listy, roste v několika botanických zahradách a arboretech.

## Ekologie
Tato dřevina není na pěstební podmínky příliš náročná, nejlépe ji prospívají neutrální až mírně kyselé a dostatečně vlhké naplaveniny okolo dolních toků řek. Spolehlivě roste v propustných štěrkovitých nebo písčitých, stejně jako v jílovitých a bažinatých půdách. Požaduje dostatek vláhy, za optimální pro růst jsou považovány lokality, kde se roční srážky pohybují od 1000 do 2000 mm. Je rostlinou světlomilnou a špatně snáší zastínění, obvykle se vyskytuje jako příměsová dřevina ve vlhkých lesích. Při pěstování ve středoevropských podmínkách její květy obvykle namrzají. Doporučuje se ji vysazovat na chráněná místa a mladé stromky chránit před chladem zimním krytem.

## Popis
Jednodomý, opadavý, dlouhověký strom vyrůstající obvykle do výšky 15 až 30 metrů a s průměrem kmene 60 až 100 cm; ve své domovině a ve vlhku je obvykle mohutnější. U jedinců na mokrých a měkkých půdách je kořenový systém mělký a rozlehlý, na štěrkovitých propustných půdách je hlavní kořen velmi hluboký a strom dobře odolává větru. Zprvu kuželovitá koruna se později široce větví a stává se okrouhlou, bývá široká 10 až 20 m. Kůra šedě zbarvená je v mládí hladká, později hluboce podélně zbrázděná, korkovitá a dva až čtyři cm tlustá. Letorosty jsou olivově zelené a později se zbarvují do hnědá, jsou mírně hranaté a mají výrazné lenticely a listové jizvy. Porůstají střídavě asi 6 až 12 mm velkými pupeny, koncový bývá největší. Po poranění vytéká z kůry nažloutlá pryskyřičná tekutina.
Na řapících, 5 až 15 cm dlouhých, vyrůstají střídavě jednoduché, dlanitě laločnaté listy. Jejich lesklé a lysé čepele jsou v obryse okrouhlé nebo ledvinovité, bývají 7 až 15 cm dlouhé a 4 až 18 cm široké a mívají tři až sedm špičatých laloků (prostřední lalok bývá největší). Na bázi jsou srdčité nebo uťaté, na horní straně tmavě a na spodní světle zelené, okraj mají pilovitý až zubatý a po rozemnutí pryskyřičně voní. Listy se na konci léta výrazně zbarvují do různých odstínů, od oranžové po růžovou, nachově červenou či fialovou barvu a později opadávají.
Z koncových pupenů větviček vyrůstají drobné, jednopohlavné květy bez okvětí, které jsou sestavené do kulovitých hlávek. Samčí květy, obsahující čtyři až deset tyčinek a rostou v mnoha hlávkách ve vzpřímených květenstvích. Samičí květy, s jedním spodním semeníkem a dvěma čnělkami se zkřivenými bliznami, visí v hlávkách na stopkách.
Plodem jsou tobolky s vytrvalými čnělkami. Jsou uspořádané po dvaceti až padesáti ve 2 až 4 cm velkém kulovitém plodenství, které při zrání mění barvu od zelené přes žlutou až po hnědou. Leskle hnědé tobolky obsahující asi 1,5 mm velká semena nepravidelného tvaru s křídly. Květy rozkvétají poměrně brzy v závislosti na zeměpisné šířce a povětrnostních podmínkách, v subtropech od konce února (v tropech od ledna) do poloviny května, plody dozrávají během září až října. Po uzrání se tobolka s jedním nebo dvěma okřídlenými semeny otevře a semena odnese vítr. Prázdná plodenství s trčícími tvrdými čnělkami obvykle vytrvávající na stromech i přes zimu a jsou i po opadu na zem příštím rokem velmi tvrdá a pichlavá.

## Rozmnožování

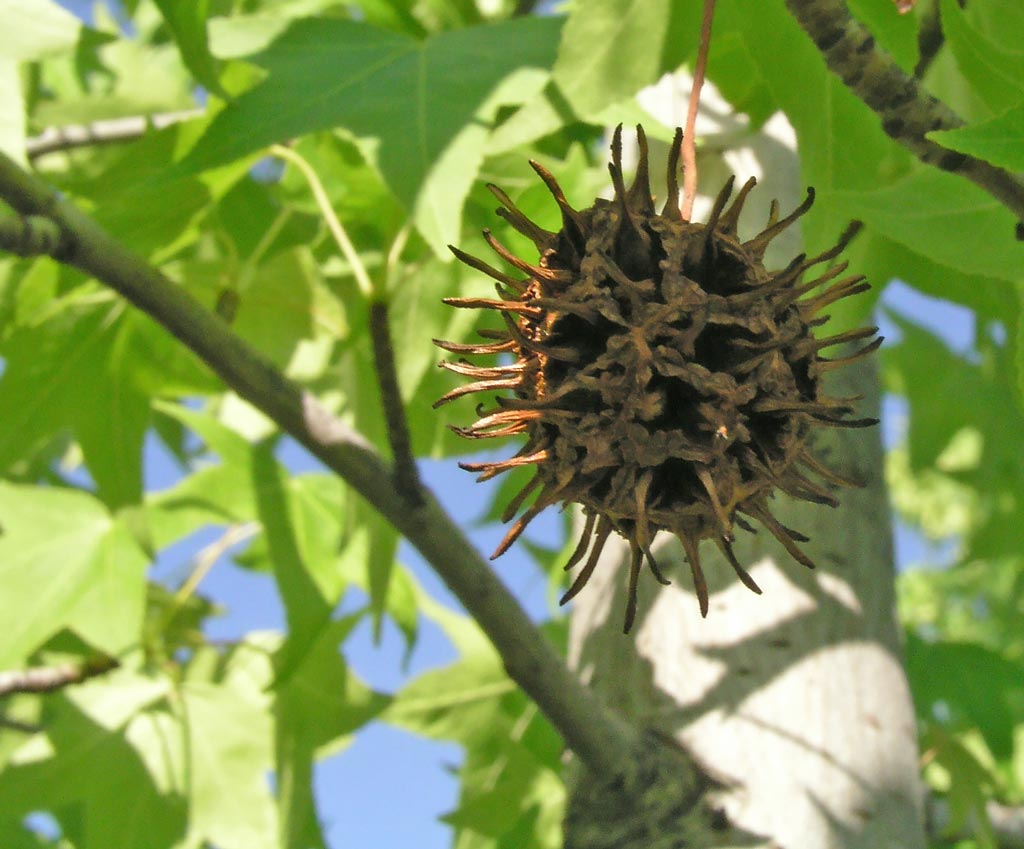
Zralé plodenství s otevřenými tobolkami

Stromy počínají tvořit plody ve stáří 20 až 30 roků a plodí asi 150 let. Množství semen v plodenství se pohybuje od pěti do padesáti a je závislé na klimatických podmínkách během vegetace. Při roznášení semen větrem jich okolo 90 % nezaletí dál než 60 m. Pokácené stromy se mohou obnovovat také výmladky ze spících kořenových pupenů.

## Význam
Poškozená dřevina produkuje z poraněného místa žlutavou, hustou pryskyřici, která tuhne a získává podobu jantaru, teplem však opět měkne. Tato hmota, také nazývaná Styraxový balzám, se získává účelovým nařezáváním kůry nebo extrakci z lýka které se tepelně zpracovává. Pryskyřice se již od předkolumbovských dob používá v léčitelství, hlavně pro odstranění kožních, dýchacích, trávicích, gynekologických i psychických obtíží. Využívá se také v kosmetice, parfumerii i k aromatizaci sladkostí a tabáku, často také slouží jako vykuřovadlo. Z kůry a kořenů se vaří čaje, např. proti průjmu a úplavici. Balzám obsahuje resinalkoholy, estery kyseliny skořicové, skořicový alkohol, vanilin a jiné látky.
Ambroň západní poskytuje těžké, dekorativní a lesklé dřevo. Jeho běl je bíle růžová a jádro bývá zbarveno do červenohnědá. Používá se hlavně k výrobě nábytku, bytových doplňku, obkladů a získává se z něj dýha pro zhotovení překližky, slouží i jako řezivo, stavební dřevo a vyrábějí se z něj železniční pražce, zbytky se používají k výrobě papíru. Také se obarvuje na černo a nahrazuje dražší dřeva pro výrobu obrazových rámů.
Pro své listy, které na podzim získávají krásné barvy oranžovou, červenou až fialovou, se ambroň západní vysazuje v parcích a okrasných zahradách jako solitéra či pro lemování širokých městských komunikací. Bylo vyšlechtěno a v zahradnické praxi se používá více než dvacet kultivarů, ty se od sebe odlišují výškou a habitem koruny, tvarem a velikosti listových laloků, podzimním zabarvením listů i odolností proti chladu.

## Galerie

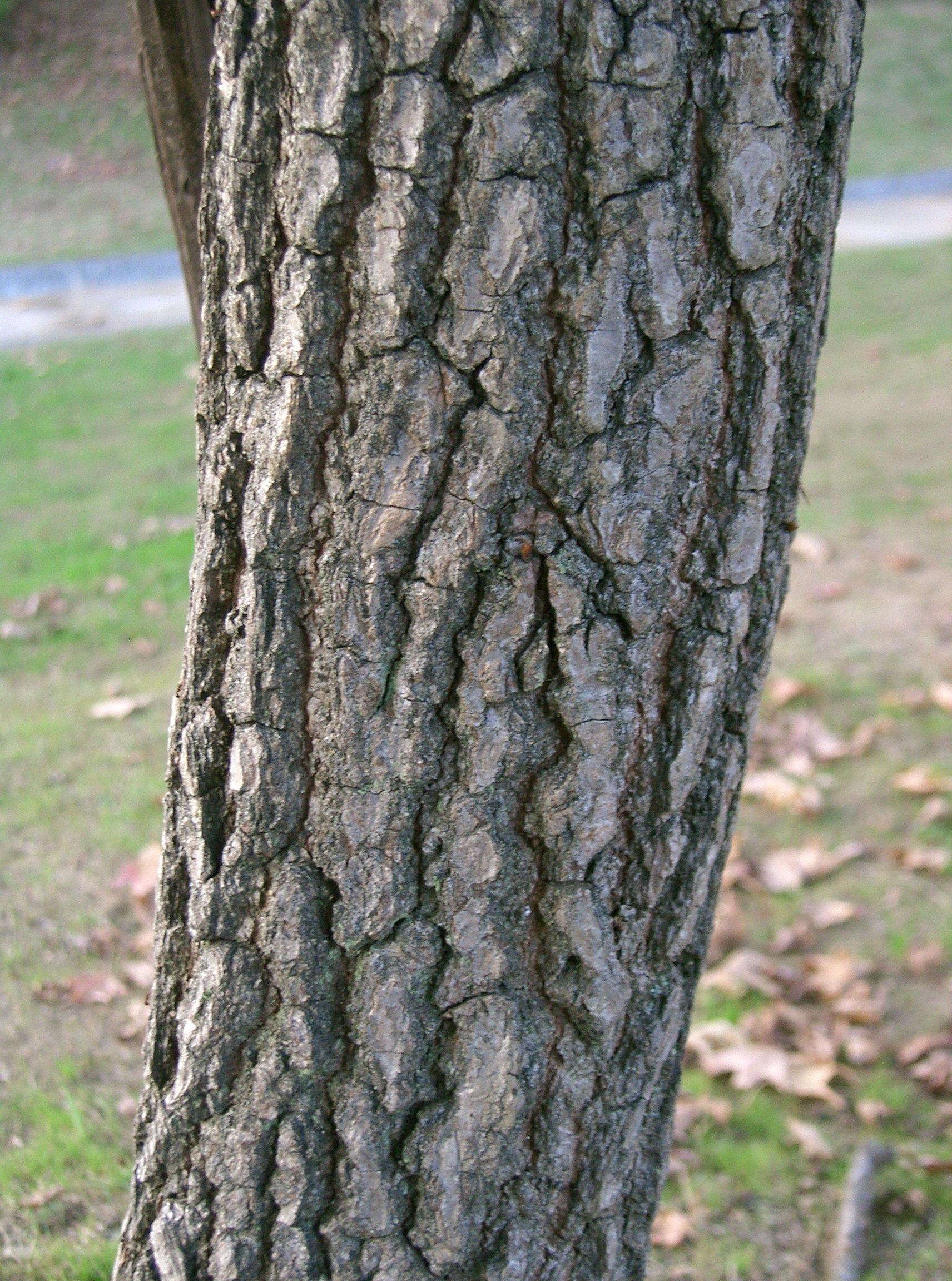
Kůra kmene
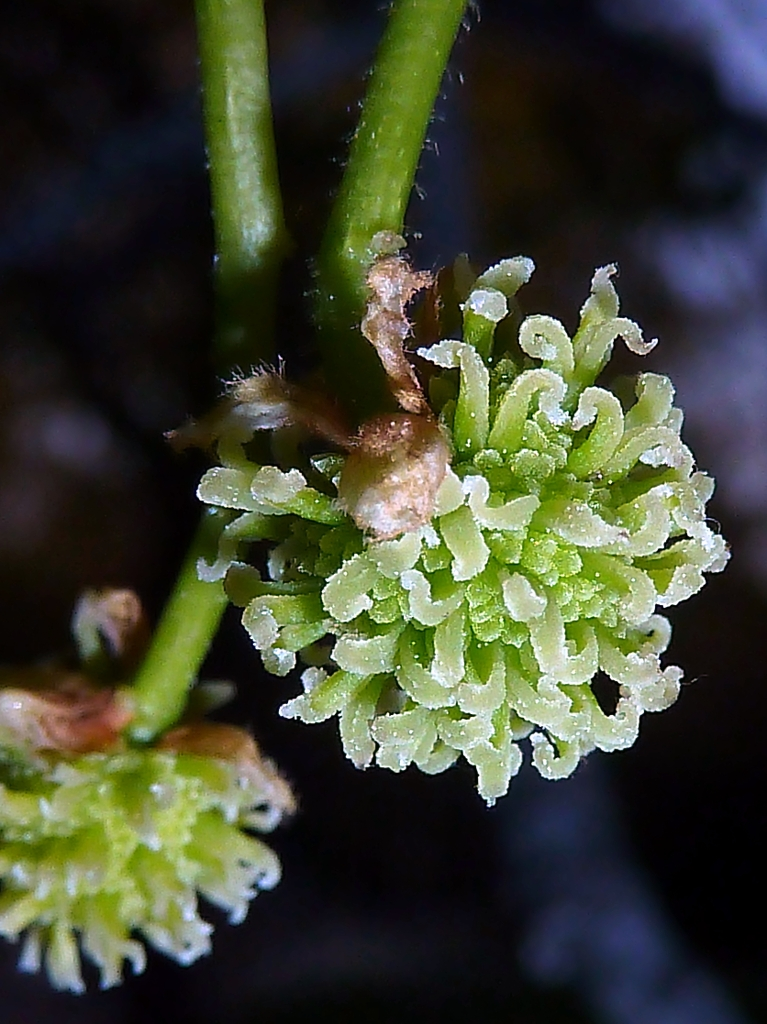
Samičí květenství
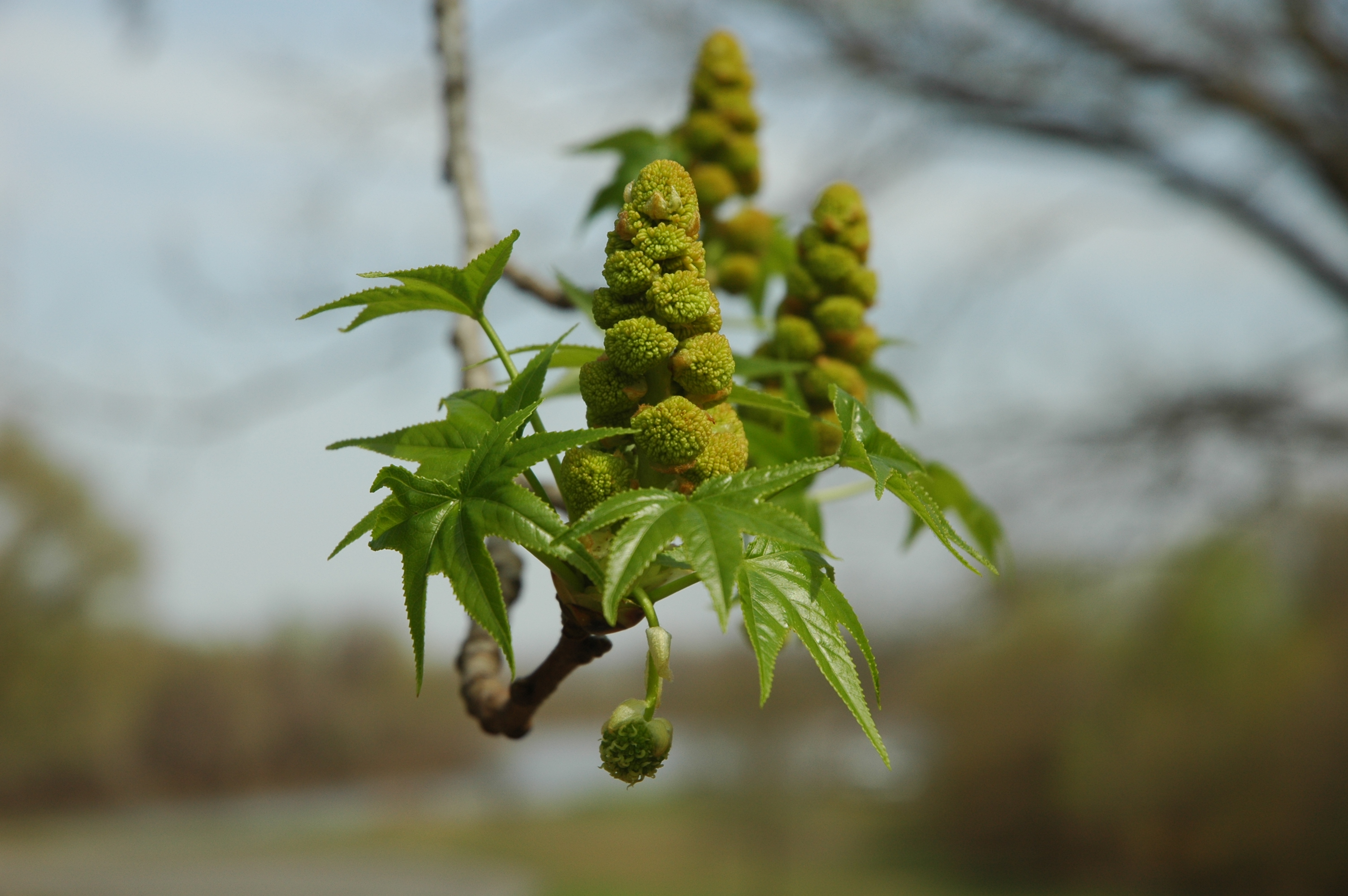
Samčí květenství
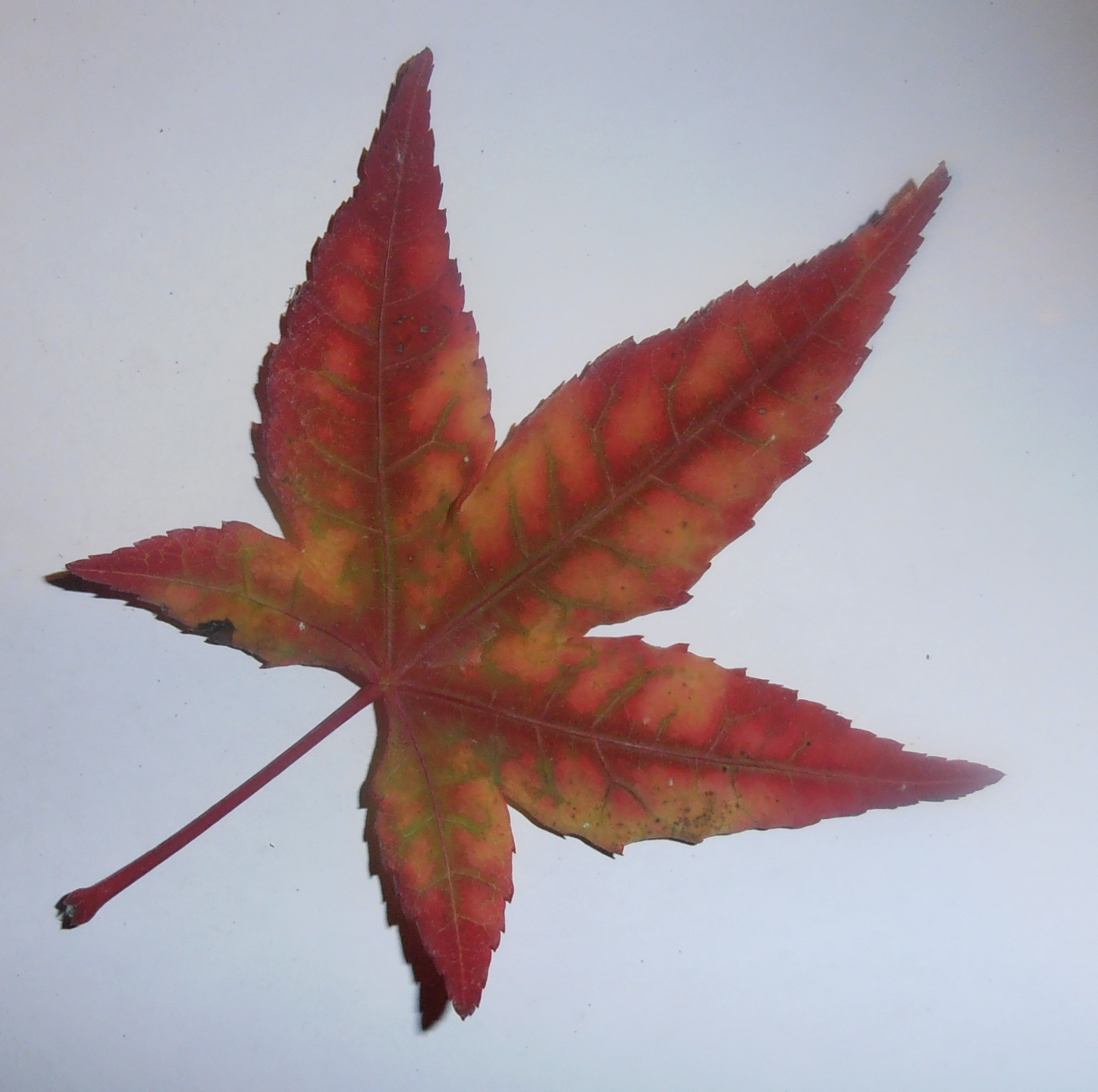
Podzimní list
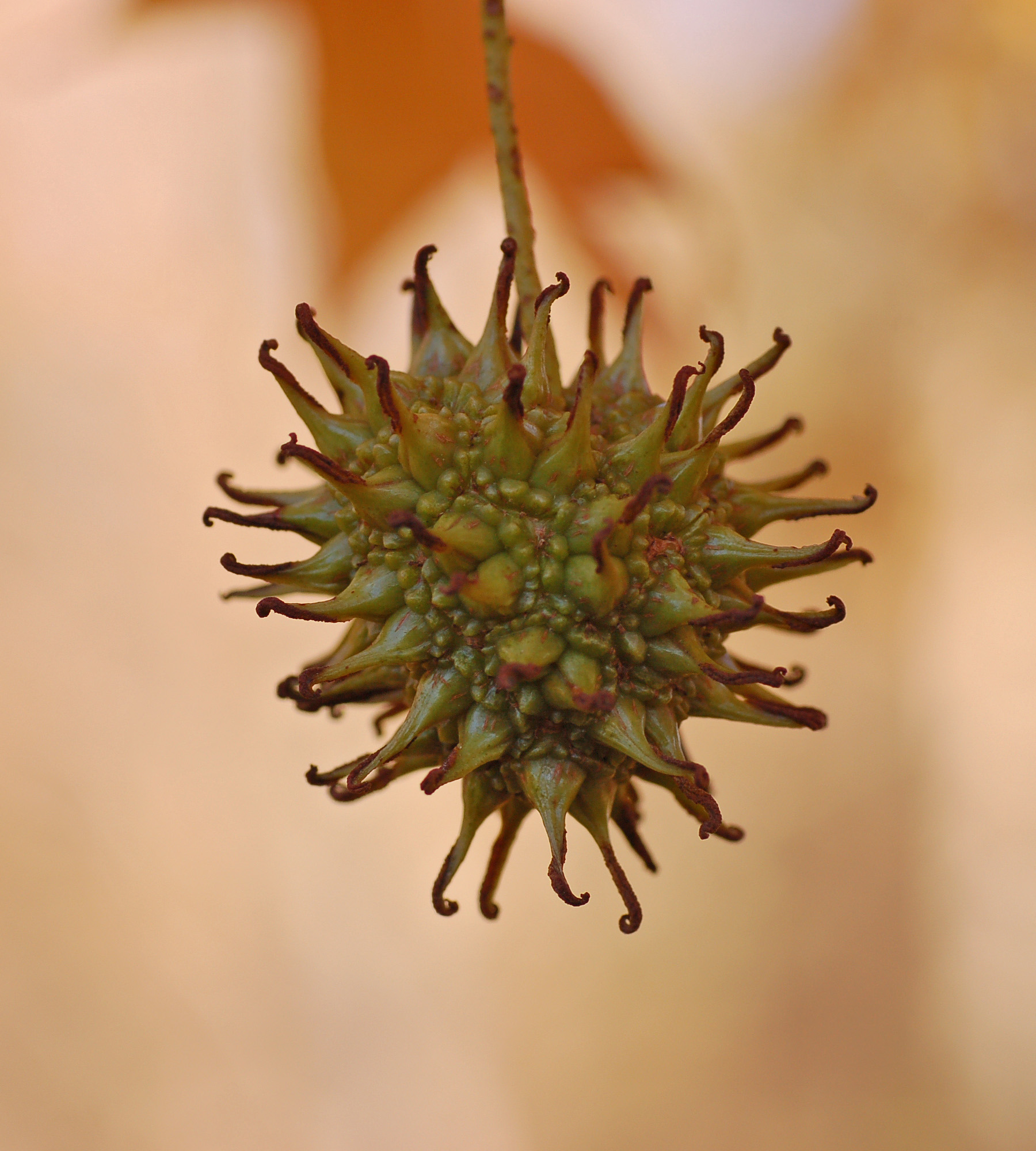
Nezralé plodenství